# Soryt (logika)
Soryt – łańcuch skróconych sylogizmów, w którym wyniki rozumowania z wcześniejszych sylogizmów stanowią podstawę do wyprowadzenia dalszych sylogizmów. 